# Bilbomberna i London 2007

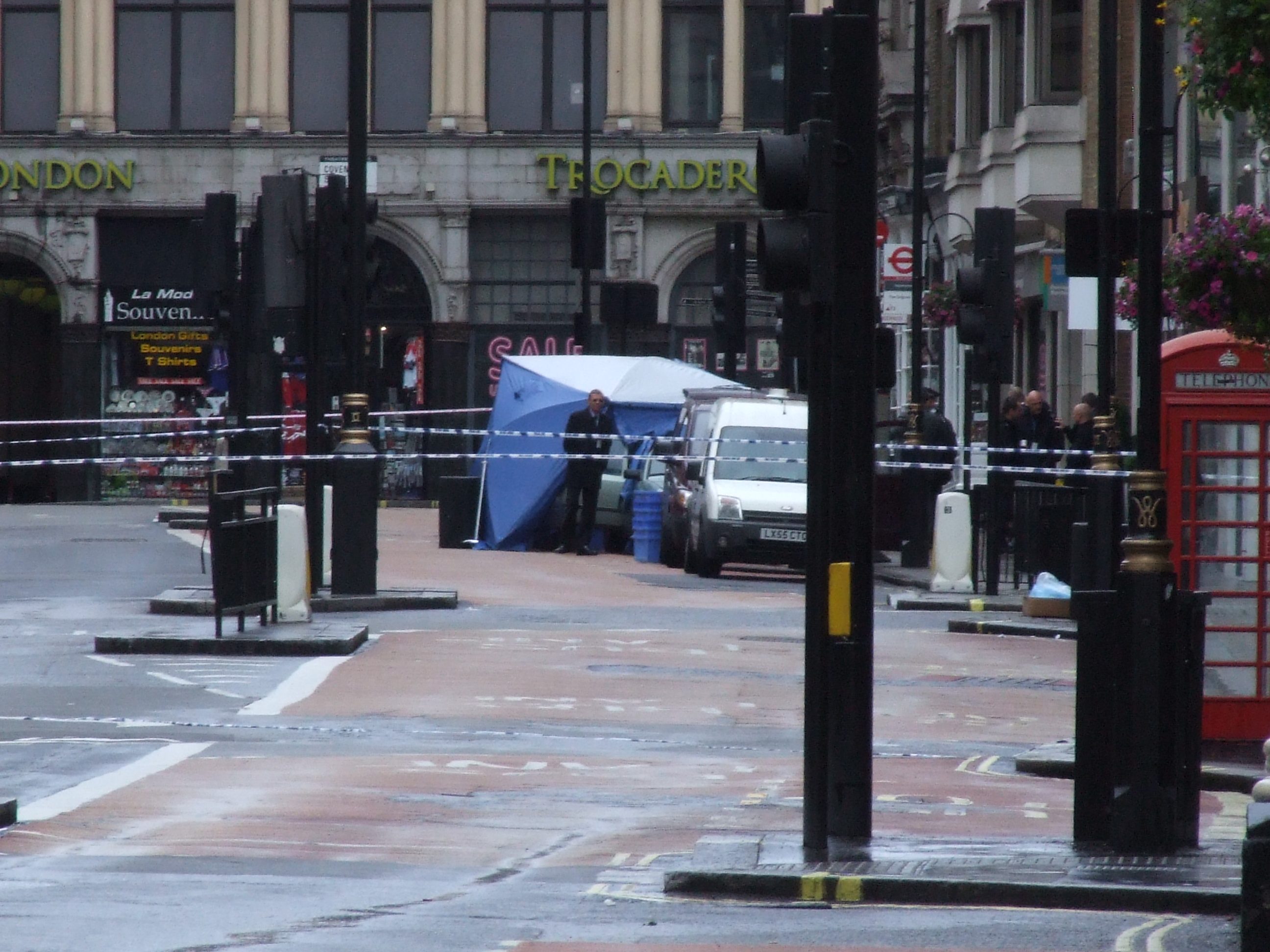
Mercedes-Benz på Haymarket täckt av ett tält.

Bilbomberna i London 2007 (engelska: 2007 London car bombs) var två bilbomber som upptäcktes i en bil i London den 29 juni 2007. Bomberna exploderade aldrig.
Även om Gordon Brown två dagar tidigare valts till Storbritanniens premiärminister förklarade 10 Downing Street att man inte trodde det hade med det att göra, även om en snabb koppling drogs efter Attacken mot Glasgow International Airport dagen därpå.